# 卡勒·麦卡洛克
卡尔勒·麦卡洛克（英語：Kaarle McCulloch，1988年1月20日—）生于新南威尔士州坎贝尔敦，是一名澳大利亚女子自行车运动员，主攻场地自行车。她的妹妹Abbey是一名篮网球选手。卡尔勒原本主攻赛跑，17岁时，她在继父的鼓励下开始转攻场地自行车。她曾参加2012年伦敦奥运，期间获得女子团体竞速赛铜牌，然而由于成绩未达预期，有粉丝当场对在比赛现场观赛的麦卡洛克母亲和继父实施言语攻击，后来该粉丝被安保人员带离赛场。